# Blaise Compaoré
Blaise Compaoré (Ziniaré, 3 de febrero de 1951) es un expolítico y militar burkinés que se desempeñó como presidente de Burkina Faso desde 1987 hasta su derrocamiento en 2014. Fue un estrecho colaborador del primer presidente, Thomas Sankara, durante la década de 1980 y en octubre de 1987 encabezó un golpe de Estado con el apoyo del gobierno de Francia, en el que su predecesor Thomas Sankara fue asesinado. Fundó el partido llamado Congreso por la Democracia y el Progreso, al que pertenece. Su intento de enmendar la Constitución para extender su mandato de 27 años provocó fuertes levantamientos lo que lo llevó a ser derrocado mediante un golpe de Estado consumado tras una revuelta civil. Tras lo cual huyó a Costa de Marfil. En abril de 2022, un tribunal militar especial lo declaró culpable de complicidad en el asesinato de Sankara.

## Educación
Blaise Compaoré nació el 3 de febrero de 1951 en Ziniaré , al norte de Uagadugú. Es el mayor de los siete hijos de Bila Maurice Compaoré y Tiga Thérèse Bougouma. Enlistado en el ejército francés como fusilero senegalés en 1934 , el padre regresó al país en 1947 , donde se desempeñó como Guardia Republicano. Con sus hermanos y hermanas, Blaise Compaoré pasa una infancia feliz entre Ziniaré y Boromo. Todavía recuerda las fiestas de caza que realizó con su padre, y el gran amor de las madres rodeaba a sus hijos.
Concluyó su educación primaria en Guiloungou (Ziniaré) en 1958. Tras finalizar secundaria, ingresó en la Escuela Militar Inter-Armas de Camerún (l'Ecole militaire Inter-armes du Cameroun, EMIAC) en 1973 y luego, entre 1975 y 1976, adquirió una especialización en la Escuela de Infantería de Montpellier y en 1977, año en que fue ascendido a teniente.
En 1978 inició el servicio en el ejército de la República de Alto Volta (como se llamaba anteriormente Burkina Faso) como jefe de la sección y luego como oficial de una compañía de paracaidistas. 
Finalmente en mayo de 1980 se convirtió en edecán del jefe mayor del Estado Mayor de Fuerzas Armadas Voltaicas. Un año más tarde, en 1981 recibió el título de comandante del Centro Nacional de Instrucción de Comandos en Po, así como un lugar en el Consejo de Fuerzas Armadas.

## Carrera política
Escapó de las búsquedas del Conseil de Salut du Peuple (CSP II) en mayo de 1983 y organizó la resistencia desde Po para liberar a sus compañeros arrestados.
El 4 de agosto de 1983 toma la capital, Uagadugú, e instaura el llamado Consejo Nacional de la Revolución. Entre 1983 y 1987 fue ministro de Estado delegado de la Presidencia y luego ministro de Estado a cargo de la Justicia.

### Golpe de Estado de 1983
El 3 de agosto de 1983, Thomas Sankara tomó el poder mediante un golpe de Estado, ayudado por Compaoré, que le pone en el poder. El nuevo poder cambia el nombre del país: Alto Volta se convierte en Burkina Faso. Blaise Compaoré, en este gobierno tiene el rol de segundo oficial al mando y mano derecha de Sankara.

### Golpe de Estado de 1987 y cambio de régimen

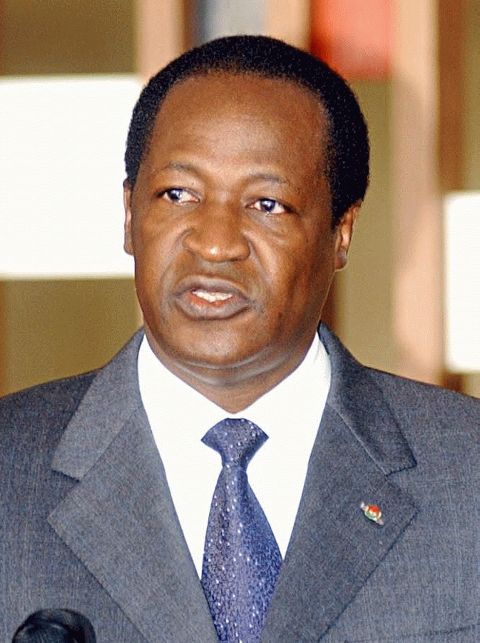
Compaoré en 2003.

Tras sus estudios militares en Argelia, Blaise Compaoré siendo ministro delegado de Justicia del país tomó el poder el "Jueves Negro" 15 de octubre de 1987, en un sangriento golpe de Estado en el que fue asesinado Sankara, su antecesor como jefe de Estado. Compaoré describió el asesinato de Thomas Sankara como un accidente. Al asumir la presidencia, declaró que Sankara había “traicionado el espíritu de la revolución”. Luego inició una política de "rectificación de la Revolución", en realidad un retorno a las relaciones normales con Côte d'Ivoire e implícitamente con Francia, que anteriormente se había deteriorado. En septiembre de 2008, el senador y ex señor de la guerra liberiano Prince Johnson afirmará que sus hombres habían participado en el asesinato de Thomas Sankara y esto bajo la instigación de Blaise Compaoré.
Justo después de llegar al poder, eliminó a dos de sus excompañeros en el gobierno de Sankara, los capitanes Henri Zongo y Jean-Baptiste Boukary Lingani, acusados de conspirar contra el régimen. La responsabilidad de Blaise Compaoré en el asesinato de Sankara fue objeto de una denuncia contra Burkina Faso presentada por Mariam Sankara, viuda del expresidente. Posteriormente, él mismo organizó un nuevo gobierno militar denominado Frente Popular (FP) en sustitución del CNR. En abril de 2006, el Comité de Derechos Humanos de las Naciones Unidas condenó a Burkina Faso por negarse a investigar las circunstancias de la muerte de Thomas Sankara (y enjuiciar a los responsables).
A partir de la dictadura de Compaoré, Burkina Faso se amoldó al modelo de país francoafricano por la corrupción, saqueo de recursos naturales como algodón, vía la empresa local Sofitex o a través de la empresa Sirex, nepotismo y asesinatos políticos.
Es uno de los principales aliados africanos del Elíseo, su principal financiador. Compaoré ha apoyado al criminal de guerra Charles Taylor, expresidente de Liberia, ha vendido armas a los rebeldes del RUF de Sierra Leona y ha enviado al Ejército burkinés a apoyar la toma de poder de Bozizé en República Centroafricana y el golpe de Estado militar de Baré Maïnassara en Níger en 1996.

### Elecciones de 1991 y 1998
Artículos detallados: elecciones presidenciales de 1991 en Burkina Faso y elecciones presidenciales de 1998 en Burkina Faso. Blaise Compaoré fue elegido presidente de la República el 1 de diciembre de 1991, tomando como ejemplo el modelo presencial Francés (teniendo un mandato de 7 años). Los principales partidos de la oposición boicotearon las elecciones para protestar contra su toma ilegal. En esta elección, la participación fue del 25%, con un nivel muy alto de abstención en estas,  lo que refleja la fuerte inestabilidad política y la protesta entre la población. Fue reelegido por primera vez el 15 de noviembre de 1998. Pocos días después de su reelección, el célebre periodista Norbert Zongo fue asesinado por elementos de su escolta a instancias de su hermano, François Compaoré.

### Elecciones de 2005
En agosto de 2005, Blaise Compaoré anunció su intención de participar en las próximas elecciones presidenciales. Los políticos de la oposición han declarado inconstitucional su deseo de presentarse a la reelección en 2005 debido a una enmienda constitucional aprobada en 2000, que limita a un presidente a dos mandatos y reduce la duración de un mandato de siete a cinco años, impidiendo así que Compaoré emprenda un tercer término. Los partidarios de Compaoré disputaron esto, argumentando que la enmienda no podía aplicarse retroactivamente. A pesar de las objeciones de la oposición, en octubre de 2005, el Consejo Constitucional dictaminó que Compaoré siendo presidente en ejercicio en 2000, la enmienda no podría entrar en vigor antes del final de su segundo mandato, lo que le autorizó a presentar su candidatura para las elecciones de 2005. 2005, Compaoré fue reelegido frente a otros 12 candidatos, acreditándose con el 80,35% de los votos. Aunque 16 partidos de la oposición anunciaron una coalición para evitar que Compaoré retuviera el poder, finalmente nadie quiso ceder su puesto a otro líder de la coalición y la alianza fracasó. Compaoré prestó juramento para otro mandato presidencial el 20 de diciembre de 2005.

### Rescate de rehenes españoles
Dos cooperantes españoles fueron secuestrados en noviembre de 2009. Se emprendió una cacería para encontrar a los secuestradores. Apenas una semana antes de que los rehenes fueran liberados, Ould Sid Ahmed Ould Hama, el secuestrador, huyó a Malí antes de ser encontrado y encarcelado durante 12 años. Resultó que el rescate fue pagado por Blaise Compaoré, y los rehenes fueron llevados al palacio presidencial y se les dieron teléfonos. Los rehenes le agradecieron que pagara el rescate.

### Elecciones de 2010
Partidarios en las elecciones de 2010
los 25 de noviembre de 2010, Blaise Compaoré fue reelegido en la primera votación al frente de Burkina Faso, con el 80,15% de los votos emitidos, para un último mandato. La participación quedó establecida en el 54,9%. Los perdedores denunciaron fraude en esas elecciones y 4 de ellos se negaron a reconocer los resultados.

### Revuelta de 2011
El 14 de abril de 2011, se informó de que Compaoré había huido de la capital, Uagadugú, a su ciudad natal, Ziniare, después de que guardaespaldas militares amotinados iniciaran una revuelta en sus cuarteles, al parecer por el impago de prestaciones.  Sus acciones finalmente se extendieron al complejo presidencial y otras bases militares.Por la noche, se reportaron disparos en el complejo presidencial y se vio una ambulancia saliendo del complejo. Los soldados también saquearon tiendas en la ciudad durante la noche.

### Derrocamiento

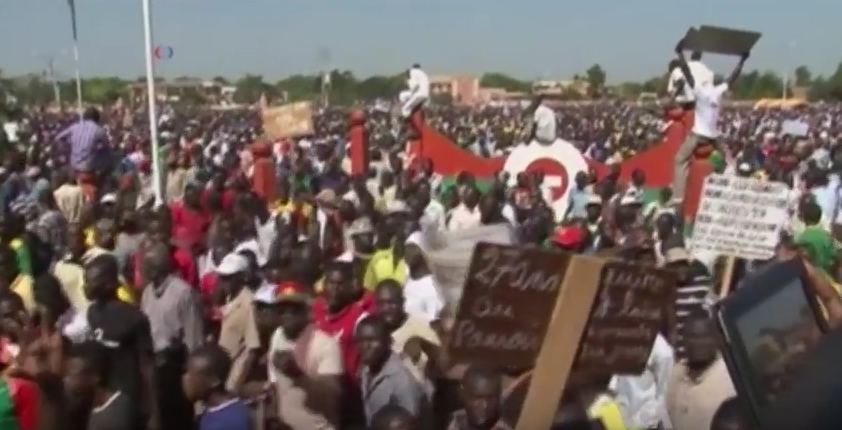
Manifestaciones en contra de la extensión del mandato de Compaoré.

En junio de 2014, el partido gobernante de Compaoré, el Congreso por la Democracia y el Progreso (CDP), le pidió que organizara un referéndum que le permitiera modificar la Constitución para buscar la reelección en 2015. De lo contrario, se vería obligado a dimitir debido a los límites de mandato.
Como respuesta a sus intentos de reformar la Constitución de Burkina Faso para extender aún más su periodo presidencial, que ya era de 27 años, se iniciaron una serie de violentas y masivas protestas que el 30 de octubre de 2014 llevaron al asalto del parlamento. Finalmente Compaoré declaró el estado de emergencia y resolvió disolver el gobierno. Sin embargo, la resolución de Compaoré no fue acatada por el Ejército, que en su mayoría apoyaba abiertamente las revueltas civiles y consideraba la decisión del presidente como una maniobra para continuar al frente del Ejecutivo aun nombrando a nuevos miembros de gabinete.
Compaoré reaccionó a los acontecimientos archivando los cambios constitucionales propuestos, disolviendo el gobierno, declarando el estado de emergencia y ofreciendo trabajar con la oposición para resolver la crisis. Más tarde, ese mismo día, los militares, bajo el mando del general Honoré Traoré, anunciaron que instalarían un gobierno de transición "en consulta con todas las partes" y que la Asamblea Nacional quedaba disuelta; Previó "un retorno al orden constitucional" en el plazo de un año. No aclaró qué papel, si es que lo tenía, previsto para Compaoré durante el período de transición.
El 31 de octubre, Compaoré anunció que dejaba la presidencia y que había un "vacío de poder". También pidió unas elecciones "libres y transparentes" en un plazo de 90 días. El oficial de la guardia presidencial Yacouba Isaac Zida asumió entonces el cargo de jefe de Estado de forma interina.Se informó de que un convoy fuertemente armado que se creía que transportaba a Compaoré se dirigía hacia la ciudad sureña de Pô. Sin embargo, se desvió antes de llegar a la ciudad y luego huyó a Costa de Marfil con el apoyo del presidente Alassane Ouattara.

## Pospresidencia y juicio
En octubre de 2021 comenzó el juicio contra los presuntos autores del asesinato de Thomas Sankara. El 6 de abril de 2022, el tribunal militar de Uagadugú condenó, en rebeldía, a Blaise Compaoré, sucesor y antiguo amigo de Thomas Sankara, exiliado en Costa de Marfil, a cadena perpetua por «complicidad en asesinatos» y «atentado a la seguridad del Estado». Junto a él también fueron condenados a cadena perpetua su antiguo jefe de seguridad, Hyancinte Kafando, y su exjefe de gabinete, Gilbert Diendéré. En 2024, Compaoré regresó al país a invitación de la junta militar que gobierna el país en el marco de la reconciliación nacional, promovida por el presidente burkinés, el teniente coronel Paul-Henri Sandaogo Damiba. A su llegada Compaoré pidió «disculpas al pueblo de Burkina Faso por todos los actos que pude haber cometido durante mi mandato y, más particularmente, a la familia de mi hermano y amigo Thomas Sankara». También aseguró deplorar desde el fondo de su corazón «todo el sufrimiento y drama vivido por todas las víctimas» durante su mandato al frente del país.

## Responsabilidad en asesinatos políticos

### Magnicidio de Thomas Sankara
Tomó el poder en el brutal golpe de Estado de 1987 que culminó con la ejecución del anterior presidente, Thomas Sankara. Compaoré describió su asesinato como accidente, cuando numerosas versiones apuntan que fue él mismo quien disparó dos veces al presidente, que era considerado su mejor amigo. Tras tomar la jefatura de Estado revirtió casi todas las progresistas medidas de Sankara, argumentando que llevaba a cabo una "rectificación" de la revolución burkinesa.
La responsabilidad de Blaise Compaoré con el asesinato de Sankara fue la primera reclamación contra Burkina Faso, interpuesta por Mariam Sankara, la viuda de Thomas Sankara. En abril de 2006, el comité de Derechos Humanos de la ONU dictó una condena concluyente a Burkina Faso por no investigar las circunstancias del magnicidio ni perseguir a sus responsables.
En agosto de 2021, la Fiscalía del Tribunal Superior de Justicia anunció que comenzaría el juicio de los miembros del gobierno sospechosos de haber jugado un papel en la represión de la insurgencia de 2014. Blaise Compaoré fue convocado nuevamente para responder a las preguntas de los jueces. Sin embargo, no se presentó ante el tribunal, por lo que fue juzgado in absentia. Finalmente en abril de 2022 se le condenó a una cadena perpetua que probablemente no cumpla nunca, a pesar de las órdenes internacionales de captura dictadas contra él para deportarlo desde Costa de Marfil, donde reside desde su autoexilio.

### Otras muertes
- Líderes Zongo y Boukary Lingani: Tras convertirse en presidente, eliminó a dos relevantes líderes revolucionarios, Henri Zongo y Jean-Baptiste Boukary Lingani, acusados de conspiración contra el régimen.
- Norbert Zongo: Compaoré y su Guardia Presidencial estuvieron implicados en la muerte del reportero Norbert Zongo en 1998 y de continuar intimidando a los medios de Burkina Faso, según la organización Reporteros Sin Fronteras. Tras iniciar una investigación sobre la misteriosa muerte de David Ouedraogo, el chófer de François Compaoré, el hermano del entonces presidente burkinabè Blaise Compaoré, Norbert Zongo fue asesinado el 13 de diciembre de 1998, junto a sus tres acompañantes, Blaise Ilboudo, Ablassé Nikiéma y Ernest Zongo. Solo la reacción ante las acusaciones por el asesinato de Norbert Zongo sirvieron para abrir un breve periodo temporal durante el que el poder de Compaoré estuvo verdaderamente cuestionado.[21]

## Sucesión
| Predecesor: Thomas Sankara | Presidente de Burkina Faso 1987 - 2014 | Sucesor: Yacouba Isaac Zida |